# San Juan (Södra Leyte)
San Juan (Bayan ng San Juan) är en kommun i Filippinerna. Kommunen ligger på ön Leyte, och tillhör provinsen Södra Leyte. Folkmängden uppgår till 13 510 invånare.

## Barangayer
San Juan är indelat i 18 barangayer.
| - Agay-ay - Basak - Bobon A - Dayanog - Santa Filomena - Garrido - Minoyho - Pong-oy - San Jose (Pob.) | - San Vicente - Santa Cruz (Pob.) - Santo Niño (Pob.) - Somoje - Sua - Timba - Osao - San Roque - Bobon B |

## Bildgalleri

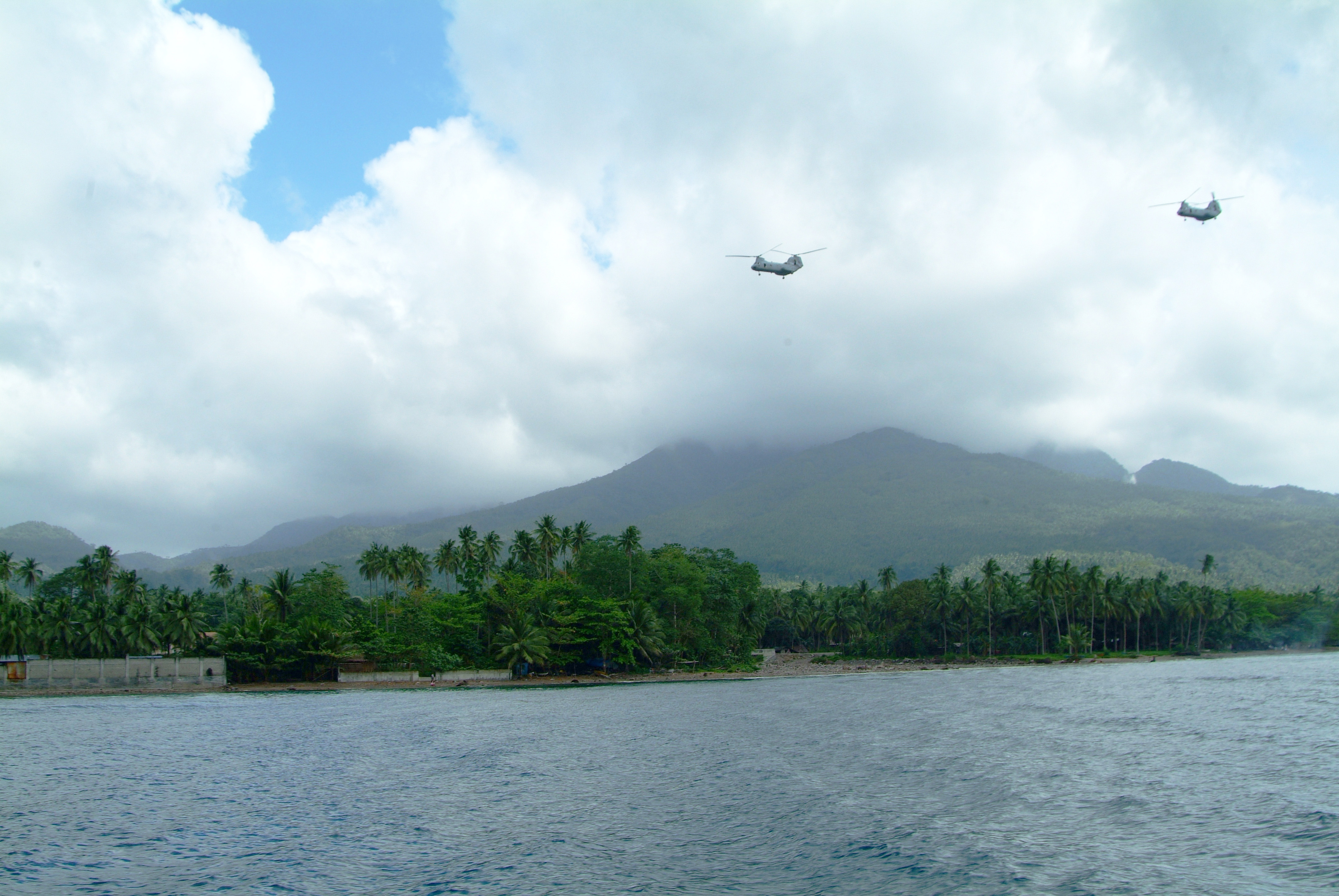
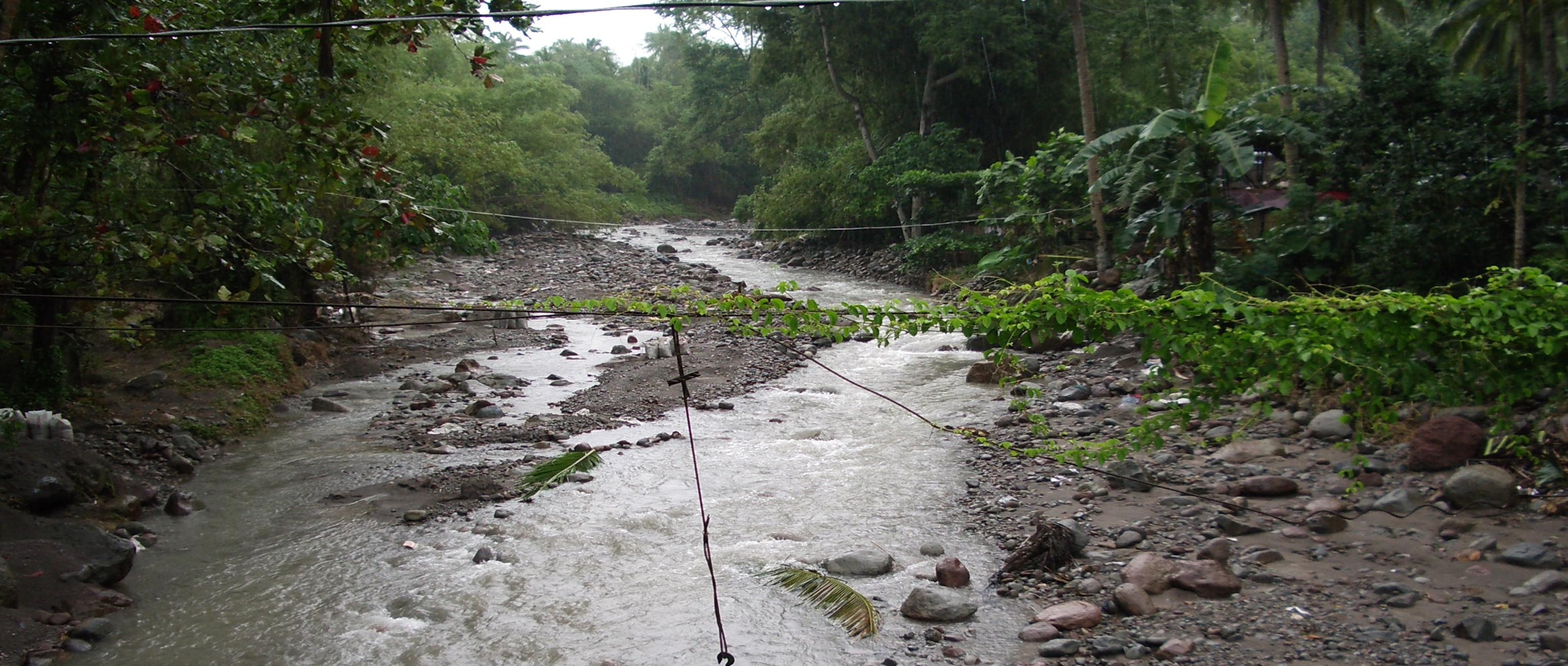